# 方賓
方 賓（ほう ひん、生年不詳 - 1421年）は、明代の官僚。本貫は杭州府銭塘県。

## 生涯
洪武年間、太学生から兵部郎中に試用された。建文年間、応天府の事務を代行した。罪に問われて一兵士として広東に流された。茹瑺の推薦により、南京に召還されて官に復帰した。建文4年（1402年）6月、燕王朱棣が南京に入ると、方賓は劉儁らとともに帰順し、兵部侍郎に進んだ。永楽4年（1406年）、劉儁が兵部尚書としてベトナムに遠征して黎利を討つと、方賓は兵部の事務を統括して、才幹を示し、事務を遅滞させなかった。永楽7年（1409年）、兵部尚書に進み、永楽帝（朱棣）に扈従して北京に赴き、行在の吏部の事務も兼掌した。翌年、漠北遠征に従軍し、学士の胡広・金幼孜・楊栄や侍郎の金純とともに機密に参与した。以後、永楽帝の北巡に扈従するようになった。
永楽19年（1421年）、永楽帝の親征が議論された。方賓は戸部尚書夏原吉・刑部尚書呉中・礼部尚書呂震と協議して、戦いを止めて民力を休養させるべきとの意見で一致した。上奏されないうちに、永楽帝が方賓を召し出すと、方賓は兵糧の不足を言上した。永楽帝が夏原吉を召し出すと、はっきり応答しなかった。永楽帝は怒って、夏原吉を開平の兵糧の視察に派遣し、まもなく召還して獄に下した。方賓は霊済宮の仕事を指揮していたが、宮中の宦官が廟宇の焼香朝拝にやってきて、永楽帝の怒りを方賓に語った。方賓は恐れて、自ら縊死した。永楽帝には方賓を殺す考えはなかったが、方賓の自死を聞くとますます怒り、その遺体を辱めた。